# Nós Diario
Nós Diario és un diari gallec, publicat a Santiago de Compostel·la i dirigit per la periodista María Obelleiro. El seu primer número imprès es va publicar el 2 de gener de 2020. És el primer diari en llengua gallega des de la desaparició de Galicia Hoxe, el juny de 2011. Va néixer a partir del setmanari Sermos Galiza.